# 養儼院
養儼院（1597年—1625年），德川家康的側室，一般稱為阿六之方，是黑田直陣之女。原本她是家康寵妾阿梶之方（英勝院）的侍女，1609年時被家康看上，把十二歲的阿六收為側室，她也是家康最後一位側室。
阿六不但是個美女，又懂詩歌之道，也很能幹，於是讓家康相當寵愛。在當時人們說在家康跟前最得寵的，分別是「佐渡殿（本多正信）、雁殿（打獵的老鷹）、阿六殿」，可見阿六之尊寵。後來在大坂之戰的時候，家康還將阿六帶著隨行。
家康過世的時候，阿六還不到二十歲。根據家康遺命，除了阿茶局以外的側室，都要剃髮出家，阿六也不例外的出家為尼，號「養儼院」，住在田安比丘尼屋敷。不過因為她還很年輕，後來秀忠讓她還俗，做為榊原康政養女，嫁給喜連川的足利賴氏之子足利義親為妻。
但是沒過幾年，1625年時，阿六在家康的忌日前往日光東照宮參拜進香時，突然被破裂飛起的香爐砸中頭部，當場不治（也有說法是在日光山裡被雷擊中而死），年僅二十八歲，後來便葬在日光山裡的養源院，法名養儼院鑑譽心光大姊。又，她的丈夫足利義親在兩年後也跟著亡故，再加上阿六離奇的死因，世間盛傳這都是家康公的亡靈在嫉妒所造成。

## 登場作品
影視劇
- 風雲!真田幸村（1989年、東京電視台、演 : 香奈美里）
- 葵德川三代（2000年、NHK大河劇、演：菊池麻衣子）
- 武藏MUSASHI（2003年、NHK大河劇、演：須藤温子）